# 霍尔丹·迪亚斯
霍尔丹·亚历杭德罗·迪亚斯·福尔顿（西班牙語：Jordan Alejandro Díaz Fortún，2001年2月23日—），古巴、西班牙男子田径运动员，2019年泛美运动会男子三级跳远银牌得主、2024年欧洲田径锦标赛男子三级跳远金牌得主、2024年夏季奥林匹克运动会男子三级跳远金牌得主。